# Olympia 1964 - 1966
Olympia 1964 - 1966 est un double album posthume de Jacques Brel. L'opus contient deux enregistrements publics enregistrés à l'Olympia de Paris : Le disque 1 est l'enregistrement de 1964 sorti à l'époque en 33 tours ; Le disque 2 propose le récital (inédit sur support audio), de 1966. Le double CD sort le 25 mars 2016.

## Historique
Le concert de 1966 est la captation de son dernier concert donné à Paris[réf. nécessaire].

## Autour de l'album
En 2006, l'Olympia de 1966 est diffusé en DVD sous le titre Les adieux à l'Olympia (enregistré les 28 et 29 octobre).
Le récital de Jacques Brel, resté inédit durant 47 ans, est pour la première fois distribué dans une version audio, en 2013, à l'occasion de la sortie d'une intégrale nommée Suivre l'étoile.

## Titres
- CD 1 Olympia 1964. L'édition présente restitue un nouvel ordre des titres interprétés par Jacques Brel, plus proche de l'ordre réel du concert, avec Amsterdam en troisième position contrairement à l'édition originale de 1964 où Amsterdam était positionné en première position (voir Olympia 1964).
- Textes et musiques Jacques Brel, sauf indications contraires.

| No  | Titre                             | Musique                                      | Durée |
| --- | --------------------------------- | -------------------------------------------- | ----- |
| 1.  | Le dernier repas                  |                                              |       |
| 2.  | Les jardins du casino             | Jacques Brel - Gérard Jouannest              |       |
| 3.  | Amsterdam (version du 17 Octobre) |                                              |       |
| 4.  | Les Vieux                         | Jacques Brel - Gérard Jouannest - Jean Corti |       |
| 5.  | Les toros                         | Jacques Brel - Gérard Jouannest - Jean Corti |       |
| 6.  | Les Bonbons                       |                                              |       |
| 7.  | Mathilde                          | Gérard Jouannest                             |       |
| 8.  | Tango funèbre                     | Gérard Jouannest                             |       |
| 9.  | Les bigotes                       |                                              |       |
| 10. | Les timides                       |                                              |       |
| 11. | Le Plat Pays                      |                                              |       |
| 12. | Les Bourgeois                     | Jacques Brel - Jean Corti                    |       |
| 13. | Jef                               |                                              |       |
| 14. | Au suivant                        |                                              |       |
| 15. | Madeleine                         | Jacques Brel - Gérard Jouannest - Jean Corti |       |

- CD 2 Olympia 1966
- Textes et musiques Jacques Brel, sauf indications contraires.

| No  | Titre                              | Musique                                      | Durée |
| --- | ---------------------------------- | -------------------------------------------- | ----- |
| 1.  | Fugue (introduction instrumentale) |                                              |       |
| 2.  | Le cheval                          | Jacques Brel - Gérard Jouannest              |       |
| 3.  | Fils de...                         | Jacques Brel - Gérard Jouannest              |       |
| 4.  | La Chanson de Jacky                |                                              |       |
| 5.  | Le gaz                             | Jacques Brel - Gérard Jouannest              |       |
| 6.  | Les Vieux                          | Jacques Brel - Gérard Jouannest - Jean Corti |       |
| 7.  | Les bigotes                        | Jacques Brel - François Rauber               |       |
| 8.  | Mon enfance                        |                                              |       |
| 9.  | Mathilde                           | Gérard Jouannest                             |       |
| 10. | Ces gens-là                        | Jacques Brel - Gérard Jouannest              |       |
| 11. | Amsterdam                          |                                              |       |
| 12. | Les bonbons 67                     |                                              |       |
| 13. | Jef                                |                                              |       |
| 14. | Au suivant                         |                                              |       |
| 15. | Le Plat Pays                       |                                              |       |
| 16. | Madeleine                          | Jacques Brel - Gérard Jouannest - Jean Corti |       |